# An Introduction to Ellie Goulding
Az An Introduction to Ellie Goulding debütáló középlemez (EP) Ellie Goulding angol énekesnőtől. 2009. december 20-án jelent meg a Polydor gondozásában iTunes-on és Zune-on, mindenféle promóció, illetve előzetes bejelentés nélkül. Valamivel azután jelent meg, hogy a 2010-es év hangja esélyesei közé sorolták.
2010.  szeptember 21-én az Egyesült Államokban is megjelent a középlemez.

## Dallista
| 1. | Under the Sheets                            | Ellie Goulding, Starsmith | 3:47 |
| 2. | Wish I Stayed                               | Goulding                  | 4:02 |
| 3. | Wish I Stayed (akusztikus változat - videó) | Goulding                  | 3:57 |
| 4. | Roscoe (akusztikus változat - videó)        | Tim Smith                 | 3:27 |
| 5. | An Introduction to Ellie Goulding (videó)   |                           | 2:34 |

| 1. | Starry Eyed                          | Goulding, Jonny Lattimer              | 2:56 |
| 2. | Guns and Horses                      | Goulding, John Fortis                 | 3:34 |
| 3. | The Writer (élő akusztikus változat) | Goulding, Lattimer                    | 4:12 |
| 4. | Lights                               | Goulding, Richard Stannard, Ash Howes | 4:04 |

## Megjelenési dátumok
| Ország             | Dátum                | Kiadó                   | Formátum           |
| ------------------ | -------------------- | ----------------------- | ------------------ |
| Egyesült Királyság | 2009. december 20.   | Polydor                 | Digitális letöltés |
| Egyesült Államok   | 2010. szeptember 21. | Interscope / Cherrytree | Digitális letöltés |